# Don Doko Don
Don Doko Don (ドンドコドン?) è un videogioco a piattaforme per arcade, sviluppato e pubblicato dalla Taito nel 1989. Nel 1990 venne convertito per le console PC Engine e Famicom, edito sempre da Taito, ed è incluso all'interno di Taito Legends 2, raccolta per PC, PlayStation 2 e Xbox.
Tre anni dopo (nel 1992) esce in esclusiva su Famicom il diretto sequel, Don Doko Don 2, prodotto da Natsume.

## Trama
Bob e Jim sono due fratelli nani barbuti che assistono al rapimento della principessa del castello di Marry Land. Quando ciò accade il cielo si oscura improvvisamente e la principessa viene portata via su una slitta trainata da maiali volanti, insieme al re trasformato in una mucca. Bob e Jim si mettono all'inseguimento dei rapitori per salvarli.

## Modalità di gioco
Possono partecipare uno o due giocatori in cooperazione in simultanea, nei panni di Bob e Jim entrambi armati di martello di legno e capaci di saltare. Ogni livello è una schermata fissa con piattaforme e pareti in disposizione sempre diversa e l'obiettivo è ripulire l'area di gioco dai nemici. Ogni dieci livelli c'è un boss che, una volta sconfitto, si sposta in un'area diversa di Marry Land, con stile grafico differente. Il titolo è composto da 50 livelli, più quelli inversi, accessibili tramite un trucco, che vanno dal numero 51 al 101, che non sono altro che uguali ai primi cinquanta ma con maggiore difficoltà. Nel livello 101 i personaggi affrontano il re trasformato in una mucca gigante. Durante il gioco sono accessibili alcune stanze segrete.
Bob e Jim possono schiacciare i nemici con i loro martelli, lasciandoli storditi, ma poco dopo i nemici possono riprendersi e continuare a muoversi. Per distruggere i nemici, dopo averli schiacciati, li devono raccogliere, anche più di uno alla volta, e lanciare in orizzontale contro qualche superficie o nemico. Se si lancia un nemico contro altri, sia quello lanciato che gli altri vengono eliminati, ma non sempre tutti vengono colpiti e distrutti. I personaggi hanno una barra del potere che inizia da zero. Questa si riempie quando vengono raccolti determinati oggetti o i nemici vengono sconfitti; se i personaggi perdono una vita, la barra ritorna a zero. Più piena è la barra del potere, più forte sarà il lancio dei personaggi contro i nemici storditi, potendo anche lanciare attraverso piattaforme e muri.
I nemici comuni sono strane creature di vari tipi, come conigli rosa, funghi sputafuoco e folletti che lanciano boomerang. Altre complicazioni possono essere facce giganti che compaiono ai lati degli scenari con diversi effetti (ad esempio se aprono la bocca diventano passaggi verso un'altra faccia) e, avanzando nei livelli, muri che fanno rimbalzare pericolosamente i nemici lanciati, piattaforme mobili, blocchi da rompere, pavimenti scivolosi, ecc.
I nemici eliminati generano frutta bonus da raccogliere. Nel gioco compaiono power-up sotto forma di oggetti che migliorano le abilità dei personaggi, come quelli che aumentano la barra della potenza, la velocità, la potenza del martello, ecc. Infine, se il giocatore impiega troppo tempo per completare un livello, un diavolo volante indistruttibile entrerà in scena per uccidere uno dei protagonisti.

## Accoglienza
In Giappone, la rivista Game Machine elencò Don Doko Don nel numero del 15 agosto 1989 come la dodicesima unità arcade di maggior successo del mese.
Il gioco fu spesso considerato simile al classico della Taito Bubble Bobble. In Occidente giunse soprattutto la versione PC Engine, che ottenne generalmente buoni giudizi dalla critica, fino a ottenere un marchio di "gioco caldo" da Zzap! e di "hit" da Computer and Video Games. Aktueller Software Markt recensì anche la versione Famicom, che richiede un adattatore per eseguirla sul NES occidentale, ritenendo che sorprendentemente non è affatto inferiore a quella per il più potente PC Engine.